# Rhabdothamnus
Rhabdothamnus é um género botânico pertencente à família Gesneriaceae.

## Espécies
- Rhabdothamnus negriana
- Rhabdothamnus scabrosus
- Rhabdothamnus solandri